# Marjan Mesec
Marjan Mesec, slovenski smučarski skakalec, * 14. avgust 1947, Kranj.
Mesec je za Jugoslavijo nastopil na Zimskih olimpijskih igrah 1968 in Zimskih olimpijskih igrah 1972. V Grenoblu je na srednji skakalnici osvojil 38. mesto. Štiri leta kasneje je v Saporu na srednji in veliki skakalnici osvojil 37. mesto. Med letoma 1968 in 1974 je nastopal na tekmah turneje štirih skakalnic, sedemkrat se je uvrstil med prvo trideseterico, najboljšo uvrstitev pa je dosegel 30. decembra 1972, ko je na tekmi v Oberstdorfu zasedel dvanajsto mesto. Na prvem Svetovnem prvenstvu v smučarskih poletih 1972 na Letalnici bratov Gorišek v Planici je osvojil devetnajsto mesto, leto kasneje na Letalnici Heini Klopfer pa štirinajsto mesto. 